# Estrada Nacional 83 (Suécia)
A Estrada nacional 83 (em sueco: Riksväg 83) é uma estrada nacional da Suécia, com uma extensão de 230 km, atravessando principalmente a província histórica da Hälsingland.
Liga Tönnebro a Ånge, passando por Bollnäs e Ljusdal.